# 慕容晓晓
慕容晓晓（1982年10月27日—），原名吴丽。中国流行歌手、黄梅戏演员，安徽省安庆人，现与北京华顺艺恒文化传媒有限公司签约。其出身于黄梅戏世家，早年曾在当地的黄梅戏比赛中获奖。2006年，慕容晓晓出道，但一直默默无闻。2009年年末，因其演唱的网络歌曲《爱情买卖》，慕容晓晓一夜成名。因《爱情买卖》等作品过于俗气，其在不同地区、不同人群中的评价差异明显。一方面，其歌曲部分人群特别是在落后地区居民、农村地区居民之中相当受欢迎。同时，《爱情买卖》被中国大陆网友特别是发达地区的年轻网友称为“神曲”，继而称慕容本人为“慕容教主”。更有网友恶搞式地归纳此歌手的风格为“农业重金属”、“乡村非主流”、“重口味摇滚”、“颓废杀马特”、“公交奏鸣曲”、“工地交响乐”。